# クレイジータクシー

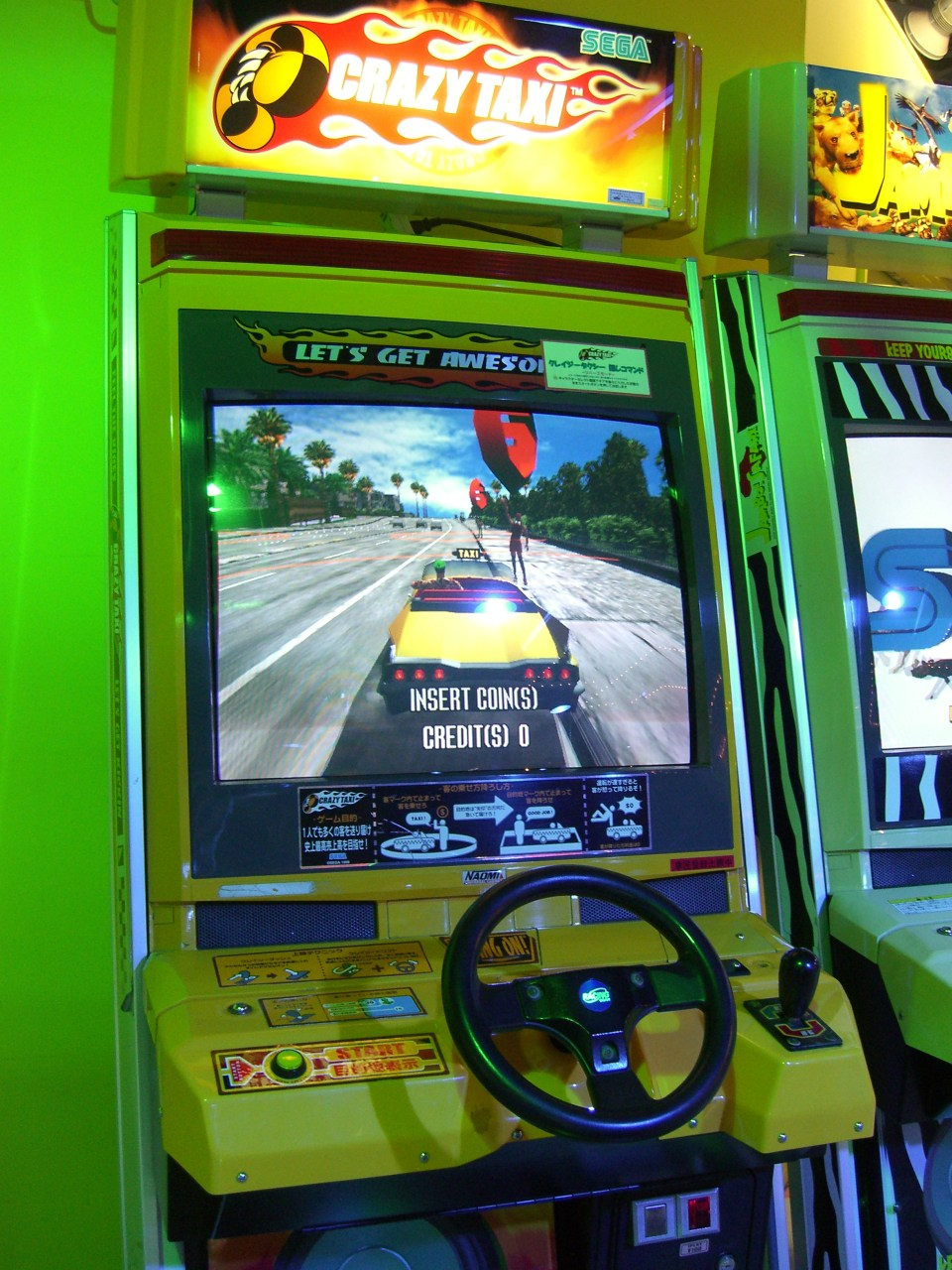
アーケード版『クレイジータクシー』のアップライト筐体

『クレイジータクシー』（CRAZY TAXI）は、1999年にセガ第三AM研究開発部が開発・発売したドライビングゲームである。通称は「クレタク」。
アーケードゲームとしてリリースされ、後にコンシューマーゲームに移植・シリーズ化した。
主なラインナップは以下の通り。
- クレイジータクシー
- クレイジータクシー2
- クレイジータクシー3 ハイローラー

## ゲーム内容
プレイヤーはタクシードライバーとなり、フィールド上でタクシーを呼んでいる客を乗せ、時間内に目的地へ到着させることが目的のゲーム。目的地に1秒でも早く到着するために、普通の自動車運転ではありえない、海の中など道なき道を進んだり、公園や広場、更には鉄道の線路上や地下鉄の駅構内・トンネル内を突っ走ってもよい。さらには普通の自動車運転では許されないが、無謀な暴走や無関係な一般車両（アザーカー）をはじき飛すなどの接触事故やひき逃げ未遂（歩行者はほとんど逃げてかわすため）、道路の逆走や物損事故なども許される。
また、客も道端だけではなく、海の中や建物の2階にあるテラスなどでも待っている。基本的には目的地に早く着けば着くほど高ポイント。さらに、走行中に派手なアクションを行うと追加ポイントも獲得できる。しかし、規定の時間を過ぎてしまうと乗客は怒り、走行中のタクシーから飛び降りてしまう。
タクシーは全てオープンカーで、黄色にチェッカー（いわゆるイエローキャブ）の塗装をした、1950年〜70年代のアメリカ車を愛車としている。舞台は、全てアメリカ合衆国内の架空の町。だが、ゲーム中には実在の企業店舗も描かれている。
BGMとしてオフスプリングやバッド・レリジョンなどパンク・ロックの曲が採用されている。
コンシューマー版ではタクシーを利用したミニゲームが用意されており、スキージャンプの要領でより遠くにジャンプする「クレイジージャンプ」などが存在した。

### 操作方法
クレイジーダッシュ
タクシーを急加速させる。最重要テクニックと言える。
クレイジードリフト
タクシーをドリフトさせる。
クレイジーバックドリフト
タクシーをドリフトさせた後、180度回転したところからバック走行させる。
クレイジーバックダッシュ
タクシーを急加速でバックさせる。

### ルール
- ノーマルルールでは、客を目的地に早く到着できると残り時間が2秒、非常に早く到着できれば5秒、それぞれ持ち時間が回復する。持ち時間が無くなろうとしても、直前に乗客を乗せることができれば目的地距離に応じて時間がある程度回復する。
- 坂などを利用して大ジャンプを行ったり、クレイジードリフトを行ったり、他車との間すれすれを走るとチップ（得点）を追加でもらうことができる。これらを繰り返せばもらえるチップの倍率が上がっていく。一方、障害物や車にぶつけるとチップの倍率は戻ってしまう。

## クレイジータクシー
『クレイジータクシー』（CRAZY TAXI）は、「セガ職業ゲームシリーズ」の一作として1999年2月にアーケードゲームでリリースした。AM三研でNAOMI基板を初採用したタイトルである。
アーケードのレースゲームは一般的に自動車の運転席を模したコックピット筐体でシートに着席してプレイするものが多いが、本作は座席がない汎用のアップライト型に準じた筐体のみで、汎用筐体のボタン部にハンドルとレバー、足下にペダルが取り付けられ、スタンディング（立ち見）でプレイするスタイルとなっている。さらに通常のレースゲームでは不可欠なドライバーの視点（運転席の視点）はなく、自車を後方から見た視点のみで固定され視点の切り替えはできなくなっている。
2000年1月にドリームキャスト移植版が発売され、さらにドリームキャスト版を基にPlayStation 2（セガのPS2参入タイトル第1弾）・ニンテンドー ゲームキューブ・Microsoft Windowsに移植された。
その後2010年11月にセガ・ドリームキャスト復刻プロジェクトの1タイトルとしてPlayStation 3のPlayStation NetworkとXbox 360のXbox Live Arcadeで配信開始した。新たにHDの高解像度（720P）と16：9のワイドサイズへの対応、カスタムサウンドトラック機能、トロフィー、実績、ホームリワード、アバターアイテムなどの要素が追加されている。Xbox 360版がXbox OneとXbox Series X/Sでソフトのダウンロード販売は2024年12月6日11:59をもって終了。
2012年11月30日に、日本においてもiOS版がリリースされた（日本国外の一部地域では以前から配信されていた）。

### モード
ARCADE
アーケード版のコースで遊ぶモード。サンフランシスコをモデルとしたコースで、ケーブルカーの走る坂道などが特徴。アーケード版はこのコースのみ収録されている。
客を届けた早さによってタイムボーナスが貰えるアーケードルールの他、コンシューマー版では、3分・5分・10分の制限時間内で遊ぶルールも追加されている。
ORIGINAL
コンシューマー版オリジナルのコースで遊ぶモード。ARCADEコースと同じくサンフランシスコをモデルとしているが、こちらはやや複雑な作りになっている。
こちらもアーケードルールと、3分・5分・10分の制限時間ルールがある。
CRAZY BOX
コンシューマー版オリジナルのミニゲーム集。

### キャラクター
アーケード版、コンシューマー版共に選べるキャラクターは4人。何れの作品も、キャラによって車の加速性や重量等の僅かな性能差が存在する。
また、アクセルを除く3人及び乗客達は『2』にて声優の変更が行われ、『1』もPS2版以降の移植版では『2』のボイスが使用されている。
Axel（アクセル）
声：ブライアン・バートンルイス（全作品）
上半身裸に赤のアロハシャツを着た緑髪の白人青年。21歳。
自由奔放、勝ち気で怒らせると手のつけられない性格。
彼がタクシードライバーをやるのは、ただ単に“カッコ良い”と思っているからである。60年式の愛車を縦横無尽に操り客を楽しませ、そのうえ金まで稼げる。彼にとって最高の稼ぎ口である。
普段の彼は、サーフィンやスノボーの横乗り系の遊びをしているか、仲間とパンクセッションをしているか、女の子をナンパしているかである。とはいっても、あまりに自由奔放過ぎる性格なので、バンド仲間は始終入れ替わるは、女の子には直ぐソッポ向かれるは、といった具合である。
そんな彼だが、竹を割ったようなさっぱりした性格と根っからの明るさに加え、仲間思いなところでみんなから慕われていたりする。特に、仲間のケンカなどのトラブル仲裁は彼の十八番である。
愛車のタクシーは1960年式のキャデラック・エルドラドで、バランスの取れた性能。
ナンバープレートは「1NOM155」（I'm no miss「俺に失敗はありえない」）。
B.D.Joe（B・D・ジョー）
声：ケント・フリック（AC版、DC版）、ダレル・ハリス（『2』及びPS2版以降）
紺のシャツにオレンジのバケットハット、白のスポーツサングラスを身に着けた黒人男性。25歳。
いつも陽気で根っからのパフォーマー。
彼にとってタクシードライバーとは“自分流に人を楽しませるための手段”としてのお仕事である。彼は自分のドライビングテクニック＋喋りのテクニックで一人でも多くの客の笑顔をみれば幸せなのである。
車を降りても彼のパフォーマーぶりは健在である。実は彼、ストリートパフォーマーでもあるのである。ゴミ箱の蓋やドラム缶などのがらくたを並べ、彼のスティックが振り下ろされる。そのがらくたからは想像も付かないイカしたリズムはプロ顔負けの本格派である。あまりのテクニックに「プロ目指さないの？」とよく質問されるが、彼は「おいらはみんなの笑顔が見られればそれで幸せよ。それに本業（タクシー）もメッチャクチャ楽しいしね。」と明るく答える。
そんな彼が今一番こっているのはカード手品らしい。理由は場所を選ばずに人を楽しませるからだそうだ。
愛車のタクシーは1963年式の5代目シボレー・ベルエアで、最高速は四人の中では一番速い。
ナンバープレートは「2HOP260」（To Hop To Go「ノリノリでいこうぜ」）。
Gena（ジーナ）
声：リーソル・ウィルカーソン（AC版、DC版）、マリー・コクラン（『2』及びPS2版以降）
赤の豹柄タンクトップを着た赤毛の白人女性。23歳。
彼女は根っからの車好き。
彼女がタクシードライバーをするのは“１日中車をブッ飛ばしたいから”という単純な理由である。そんな彼女は客を届けるときに「客を喜ばそう」という考えは皆無である。湧き出る感情は「いかに速く走るか！」だけである。彼女に「そんなに飛ばしたいならサーキットで飛ばせばいいじゃん」と質問すると、彼女は「（交通状況を）予測できない街中を速く走ることが楽しいのよ」とあっさり答える。
仕事が終わっても彼女の車好きは終わらない。
愛車のチューンナップとメンテナンスに時間を費やしてしまう毎日である。
稼いだお金は全て愛車のためにつぎ込んでいる。
そんな車バカの彼女の美貌に轢かれて言い寄ってくる男は少なくないが、鼻であしらわれるのが落ちである。今の彼女に男は必要ないらしい。
愛車のタクシーは白/オレンジのツートンの初代フォード・マスタングで、四人の中で一番加速が速い。
ナンバープレートは「5EXY515」（Sexy Sister「私のかわいい妹分（愛車）」）。
Gus（ガス）
声：トーマス・キング（AC版、DC版）、クリス・ペプラー（『2』及びPS2版以降）
上半身裸に黒のアロハシャツを着た壮年男性。42歳。
クレイジーなタクシースタイルを最初に始めたのは、彼である。
彼の若い頃は自由奔放で勝手気ままな悪ガキだった。とにかく負けるのが嫌いで何でも一番にならなくちゃ気が済まない性分。しかも、新しいこと好き。人がやっていないカッコ良いことを常に求めていた。そんな彼がまだ車を持っていなかった頃に乗っていた、いわゆる普通のタクシー車中でひらめいたのがクレイジーなタクシーである。
それから彼は５５年式のポンコツ車を購入し、世界で初めてのカッコ良いタクシーを始めたのである。
現在、車から降りた彼がすることはカードである。仕事が明けると曜日代わりのメンバーでポーカーやバカラやブラックジャックと何でも有りで睡眠時間を刻んでカード遊びに明け暮れる。以外にもこの勝負の駆け引きが、このカード遊びが勝ち気な性格を穏和にしていっている。言い換えると、かつての彼の負け分が彼の人格を変えていったのである。
愛車のタクシーは3代目マーキュリー・エイトで、車体が頑丈で当たり負けしにくい。
ナンバープレートは「ONLY777」（Only three-7「777(大穴)しか狙わないぜ」）。

### BGM
- オフスプリング
  - All I Want （ゲームBGM#1）
  - Way Down The Line （ゲームBGM#3）
  - Change The World （ネームエントリーBGM、メニューBGM（コンシューマー版））
- バッド・レリジョン
  - Hear It（キャラクター選択BGM）
  - Them And Us （ゲームBGM#2）
  - Ten In 2010 （ゲームBGM#4）
  - Inner Logic （エンディングBGM）

Windows版・PS3版・Xbox 360版・PSP版ではライセンスの関係でBGMが一新されている。

Xbox 360版・PSP版ではカスタムサウンドトラック機能でオリジナル版のBGMを再現可能。

### 実在の企業店舗
- フィラ
- リーバイス
- ピザハット
- ケンタッキーフライドチキン
- タワーレコード

PS3版・Xbox 360版・PSP版・iOS版は、ライセンスの関係でこれらの名称が別のものに差し替えられている。

## クレイジータクシー2
『クレイジータクシー2』（CRAZY TAXI 2）は、クレイジータクシーシリーズの2作目である。アーケード出身の前作とは異なり、ドリームキャストオリジナルのタイトル。クレイジーホップというジャンプ機能が搭載されたため、障害物や段差のある場所を飛び越したりといった戦略をとることができる。また団体客が追加され、多くの客を1人ずつ目的地に降ろしていく。

### ネットワーク機能
ソフトにはネットワーク機能が付いており、『ドリームパスポート』の一部機能が制限されたバージョン（ブロードバンド対応）が同梱されている。
以前は公式サイトでダウンロードコンテンツが無料配布されており、AROUND APPLEとSMALL APPLEの「Another Day」をメモリーカードに保存することで、客の配置が異なるマップで遊ぶことができた。また、リプレイのアップロードやダウンロードも可能だった。これらのサービスは2003年9月30日をもって終了されている。

### モード
AROUND APPLE
『2』オリジナルコースその1。ニューヨークをモデルとしたコースで、遠くに自由の女神像を見ることもできる。
客を届けた早さによってタイムボーナスが貰えるノーマルルールと、3分・5分・10分の制限時間内で遊ぶルールが用意されている。
カスタマーデータ「Another Day」があれば、客の配置が異なる夕焼けのAROUND APPLEで遊ぶことができる。
SMALL APPLE
『2』オリジナルコースその2。マンハッタンをモデルとしたコースで、セントラル・パークのような都市公園もある。こちらもノーマルルールと、3分・5分・10分の制限時間ルールがある。
カスタマーデータ「Another Day」があれば、客の配置が異なる朝焼けのSMALL APPLEで遊ぶことができる。
CRAZY PYRAMID
前作の「CRAZY BOX」と同様のミニゲーム集。タイトル通り、メニュー画面がピラミッド状に表示される。
REPLAY
新モード。リプレイの録画と再生ができる。なお、リプレイの録画はこのモードで録画を選んだときのみ可能であり、通常モードのリプレイは録画できない。また、録画は約80秒しかできない。

### キャラクター
SLASH（スラッシュ）
声：ALAN J
上半身裸に赤のシャツ、オレンジのスポーツサングラスを身に着けた銀髪の白人男性。25歳。
日常ではクールな出で立ちの彼。人によっては『単なるだらしない若造じゃないの！』と言って済ましてしまうが、実は彼を良く知る人々は必ず『何事にも親切で仲間思いのリーダー的存在だね。』と答える。そんな彼には常に仲間があふれていると思われるだろうが、まわりの連中は彼を一寸怖がっているところが垣間見える。なぜなら、彼は２面性を持っているからである。彼は一寸したことでもキレる傾向が強いのである。１度切れた彼を止められる人間はこの世に存在しないといっても過言ではない。そう、キレた彼の目に写るもの全てが敵と化してしまうからである。キレた彼に近づくヤツがいたら、命をかける勇気の持ち主か、単なる馬鹿かのどちらかである。街の人々はそんな彼のタブーに触れないように気を付ければ、きっちりとした仕事と絶大なる爽快感を与えてくれるので、彼のタクシーは常に繁盛していることを知っている。狂気の一面を持つ彼のタクシーに多くの人が乗りたがるほど、彼のドライビングテクニックは１級品なのである。彼がタクシードライバーになった理由？そんな彼の心情を彼に聞く勇気の有るヤツは一人もいない。ただ、みんながみんな『単なる気まぐれかもしれない。』と口をそろえて言う。
愛車のタクシーは1957年式の5代目キャデラック・シリーズ62で、タクシーのナンバープレートは「1NO1」（I'm Number 1）。
ICEMAN（アイスマン）
声：デーヴ･フロム
タトゥーが入った上半身裸の焦げ茶髪の白人男性。28歳。
彼の生き方は常にマイペース。仕事中も決して愛想を振舞うことなど無い。客に誉められても、そっけない返事しか返ってこない。そう、彼にとっては全ての成功は当然の結果なのであり、興味の対象ではないのである。しかし、彼がミスして一寸でも非難の言葉を浴びせようモノなら、凄みの効いた視線を浴びせ『俺のすることに文句有るのか？』と逆切れされる。彼は、自分に不可能なことは存在しないと思って疑っていない。たとえ失敗しても『たまたま起こった偶然』としか考えていない。彼がタクシードライバーになったのは運命かも知れない。小さいころからこの性格ゆえに、バイトにしろ何にしろ仕事につくと人間関係のトラブルが起こり、長続きするものが一つも無かった。そんなある日、自分の車を飛ばしているとヒッチハイカーの老人が路上で手を上げていた。その老人を乗せ、普段と同じぶっ飛ばし運転で老人を猛スピードで届けると、老人は凄く喜びかつ大量のチップを渡してくれた。この次の日彼の車は黄色に変わった。彼がタクシーを転がすのは生きるため、愛犬のＢＢ（犬種：ボクサー）と安らぎの日々を過ごすためである。
愛車のタクシーはリンカーン・コンチネンタル・マークIIIで、ナンバープレートは「1AO1」（I Am Only 1）。
CINNAMON（シナモン）
声：南美布
金髪のツインシニヨンの黒人女性。18歳。
彼女は根っから明るい性格の持ち主で、常に前向きに物事を考えるのを心情としている。ただ、前向きなの行為と、がむしゃらに進む行為を取り違えていることが頻繁に見受けられるのが彼女の困ったところでもある。例えば、何かトラブルが起きると過去に経験したその問題以外の失敗は全て完全に忘れてしまうし、過去に受けた色々なアドバイスまでも忘れてしまうのである。そんな忘れっぽい彼女だが、人にアドバイスをもらっている時の素直で真剣な態度や、根っからの明るさで憎めない存在なのである。この街には彼女のことを嫌う人間は誰もいない。みんな『全くしょうがないな～。』といって同じアドバイスを何度も彼女に話すのだ。そんな彼女は『人に誉められること』に最高の喜びを感じている。『人に誉められる』＝『人生の喜び』なのである。今の仕事を選んだのも１日に何人もの人と接することが出来、自分の頑張り次第で何人もの人に喜んでもらえることが出来るからである。そんな彼女の運転は常に客を喜ばせるためのパフォーマンスで一杯である。たまにやりすぎて、小さな親切大きなお世話になってしまうところがお茶目なところでもある。
愛車のタクシーはオレンジの1967年式の初代ポンティアック・GTOで、ナンバープレートは「4U21」（For You Two I）。
HOT-D（ホットD）
声：マービン・デンジャフィールド
黒の豹柄シャツにスポーツサングラスを身に着けたスキンヘッドの黒人男性。78歳。
彼の１番好きなことは『金稼ぎ』である。２番目に好きなことは『スリルを味わう行為』である。そんな彼がこの商売を選ぶのは必然だったかもしれない。若いころはスタントドライバーとして生計を立てていた彼が常に考えていたのは『もっと儲けるにはどうしたら良いのか？』という１点のみだった。彼がスタントの撮影で西海岸に立ち寄ったとき目の前を暴走する１台の黄色い物体が目にとまった。スタントドライバーの彼も仰天するテクニックを持ったドライバーがタクシーを運転しているではないか！興味本位でそのタクシーに乗りこみ、宿泊していたホテルまで送迎してもらったときに彼はひらめいた！『東でこれをはじめればガッポリ儲けられるのでは！』早速、彼の本拠地である東に戻り、自慢の車をフルペイント！とにかく西のヤツ（タクシー）に足りなかったリップサービスを強化することに勤めた。彼が、客を喜ばせるのはあくまでも金儲けに繋がるためのサービス。運転中の彼は常に客を喜ばせるためのサービス（ドライビングとリップサービス）を必要以上に提供していく。必要以上のサービス運転があだとなって、ミスすることも多々あるが、怒るお客さんを宥めるのも彼のリップサービステクニックである。彼曰く『客が怒ったままだとチップを渋るだろ！話術が大切なんだよ！』と理由はいつも金儲けである。
愛車のタクシーは初代パッカード・スーパーエイトで、ナンバープレートは「2G01」（To Go 1）。

### BGM
- オフスプリング
  - Americana （メニューBGM）
  - No Brakes （ゲームBGM#3）
  - Walla Walla （ゲームBGM#4）
  - Come out Swinging （ゲームBGM#1）
  - One Fine Day （ゲームBGM#2）
- メソッズ・オブ・メイヘム
  - Who The Hell Cares （キャラクター選択BGM）
  - Crash （エンディングBGM）

PSP版ではライセンスの関係でBGMが一新されているが、カスタムサウンドトラック機能でオリジナル版のBGMを再現可能。

### 実在の企業店舗
- バーガーキング
- FAO Schwarz
- ギャップ
- HMV
- ハードロックカフェ

PSP版ではライセンスの関係でこれらの名称が別のものに差し替えられている。

### 評価
コンピュータゲームレビューアグリゲータMetacriticでは「好評」の判定を受けた。
DC版はファミ通DCクロスレビューで8、8、9の25点	。レビュアーは「家庭用に長く遊べて上達を感じられる爽快感は前作以上」「ホッピングが楽しい」「クレイジーピラミッドが馬鹿馬鹿しくて面白い」「リプレイモードは地味に嬉しいサービス」とした他、マップについて複雑でいいとした者とニューヨークを舞台にしているため仕方ないが目印が少なく平坦とした者で分かれた。

## クレイジータクシー3 ハイローラー
『クレイジータクシー3 ハイローラー』（CRAZY TAXI 3 High Roller）は、クレイジータクシーシリーズの3作目である。2002年7月にXbox用として発売された。2003年3月には本作をベースとしたアーケード版『クレイジータクシー ハイローラー』がXbox互換のChihiro基板でリリースされ、2004年2月にはMicrosoft Windowsにも移植された。
前2作に比べ、各種エフェクトが大幅に強化された。システムとしてはクレイジーホップ中に（空中）ダッシュが可能になり、更に戦略のある走りが可能になった。またコマンドが簡略化され、コマンド入力の受付も緩くなり、客の乗降りも素早くなって前作までの不満点はほぼ解消された。
『クレイジータクシー ハイローラー』ではシングル客しか登場しないシングルモード、ネームエントリー及びランキングが追加されている。

### コース
GLITTER OASIS
『3』オリジナルコース。ラスベガスをモチーフとしている。
WEST COAST
1作目の「ARCADE」コース。クレイジーホップが可能のため、1作目では走れなかった場所に行けたり、町に建物が増えていたりする。
SMALL APPLE
『2』の「SMALL APPLE」コース。舞台が夜となり、客の目的地も『2』とは大きく異なる。

### キャラクター
今作は、コースによって選択可能なキャラクターが異なる。WEST COASTとSMALL APPLEは、それぞれ1作目と『2』のキャラクターが選択可能。
『3』オリジナルコースのGLITTER OASISは次の4人。
Angel（エンジェル）
声：ケビン･ミラー
タトゥーが入った上半身裸の赤髪の白人青年。18歳。
彼の心情は『1度っきりの人生、楽しく生きなきゃ意味がない！』であり、当然考えることは『如何に毎日楽しいことしかしないか』である。 そんなポジティブな面を覗かせる彼だが、困ったことに『自分が楽しい＝周りの連中も楽しい』という絶対的な信念の持ち主でもあるのだ。彼との付き合いがある連中の中には『夜中の3時にいきなり“よし！ 海で泳いでパーティーしようぜ！”といって呼び出し1日中馬鹿騒ぎに付き合わされるのも一寸ね…』とこぼすヤツもあるが、『何処か憎めないヤツなんだよね。』 と彼を知る誰もが言うのも事実だ。タクシーを転がす理由を彼に尋ねると『ふと面白いことを思いついたら仕事を止めにして遊びに行けるし、 金がなくなったら客を拾えばいいじゃん。』と簡単に答える。そんな勝手気ままな男だが、ドライビングテクニックは天下一品である。 スリルあふれるドライビングを楽しむことも彼の人生の一部なのである。
愛車のタクシーは1966年式の2代目ビュイック・リヴィエラで、タクシーのナンバープレートは「602FUN」（Go To Fun）。
Bixbite（ビックスバイト）
声：デビッド・ナウリン
上半身裸にオレンジのジャケット、茶のサングラスを身に着けた黒人男性。24歳。
彼は常に限界ギリギリのスリルを求めている。そのギリギリの領域で多量に放出されるアドレナリンを自らの精気と感じているからだ。普段の生活での彼は至って平凡な男である。彼を知る多くの人達は『何考えてんだか良くわからないね。無愛想だしさ。』と必ず答える。そう彼にとっての普段の生活は限界から開放された脱力の時間、そして限界へ望む充電の時間なのである。まさに彼はスピードを超えること以外への価値観を全く持ち合わせていないのである。現在タクシードライバーを営んでいる彼だが、かつてはサーキットの中で限界の領域を求める将来を有望視された若きドライバーだった。彼のドライビングテクニックは当時から抜きん出ており、20才を迎えたときのシーズン開幕前には数十社にわたるスポンサーが彼をスカウトしに群がった。このまま進めば車から降りても広告塔としての役割を演じなくてはならない。そんな毎日に絶えられるのか彼は自問した。そんな悩んだ彼を救ったのはサーキット仲間が話していた西海岸の町で大流行のタクシーの話だった。彼の答えは決まった。その答えは公道での限界走行だ。彼がタクシーに乗るのはギリギリのスリル、そして稼ぐため。今日も彼は限界の壁を超えようとしている。
愛車のタクシーは初代シボレー・カマロで、ナンバープレートは「605OON」（Go Soon）。
Mrs.Venus（ミセス ヴィーナス）
声：マルチ・ヘンダーソン
白のレザースーツを着たピンク髪の中年黒人女性。48歳。
陽気が服を着て歩いているという言葉がピッタリの彼女、7人の子供達と育児にいそしむ世界一愛している夫を養う一家の大黒柱である。大雑把な性格の彼女は掃除洗濯などの家事が大の苦手で、逆に外に出て色んな人に触れ合って笑いを振り撒くのが物凄く得意の人間なのである。会社が倒産して多額の負債を抱えお先真っ暗な人でも、彼女と出会い数分の時間を過ごした後には、笑顔満載のポジティブ人間に生まれ変わってしまうのだ。だから彼女は仕事に向かうのである。もちろん彼女も世界中の人達がハッピーになることを強く願っているし、実際に彼女はそういう生き方をしてきた。現在、タクシーを転がすのもまさに色んな人にハッピーな時間を過ごしてもらいたいが為。スタントドライバーであった父の影響もあって、ドライビングテクニックはそこらのドライバーとは比べ物にならないぐらいなモノを持っている。彼女は言う『私がタクシーを転がすのは天命かもね。』
愛車のタクシーは1999年式の初代シボレー・シルバラードで、ナンバープレートは「475ONS」（For 7 Sons）。
Zax（ザックス）
声：ケビン・ブラックトン
黒のシャツに赤のサングラスを身に着けた金髪の白人男性。36歳。
彼が信じているものは“自分”と“愛車”のみ。そして彼が愛している唯一のものは“愛車”である。彼にはミスという概念が全くない。常に自分の行った行為すべてが正しいと信じているのである。彼に向かって『君が間違っているよ。』なんて言ったら、間違いなく胸倉を掴まれ『俺のやることが全ての答えだ』と凄まれ、その後胸倉を掴まれた人物がどうなるかは皆さんがご想像するとおりである。彼がタクシーを走らすのは愛して止まない愛車と24時間ともに走ることが出来るからである。もちろん彼の愛車は自らによるスペシャルチューンである。特に強化ハイドロは絶品の出来である。この強化ハイドロの技術欲しさに彼のところに尋ねる人は少なくなかったが、些細なことで彼を怒らせて追い返される人が跡を絶たなかった。そんな中、一人の老人が彼の元を訪れて言葉巧みに思いの丈を話し始めた。最初はいつものようにシカト同然の彼であったが、その年齢を感じさせない爺さんのパワーに押され、後にも先にも唯一の技術伝授をしたのである。
愛車のタクシーは5代目キャデラック・ドゥビルで、ナンバープレートは「260MAD」（To Go Mad）。

### BGM
- バッド・レリジョン
  - Hear It （WEST COAST キャラクター選択BGM）
  - Punk Rock Song （SMALL APPLE ゲームBGM#1）
  - Empty Causes （SMALL APPLE ゲームBGM#2）
  - Ten In 2010 （SMALL APPLE ゲームBGM#3）
  - Inner Logic （WEST COAST エンディングBGM）
- オフスプリング
  - Special Delivery （メニューBGM、ネームエントリーBGM（AC版））
  - All I Want （WEST COAST ゲームBGM#1）
  - No Brakes （WEST COAST ゲームBGM#2）
  - Want You Bad （WEST COAST ゲームBGM#3）
- メソッズ・オブ・メイヘム
  - Who The Hell Cares （SMALL APPLE キャラクター選択BGM）
  - Crash （SMALL APPLE エンディングBGM）
- シルバー・ブリット
  - Raw Power Angel （GLITTER OASIS ゲームBGM#1（Xbox版））
  - Boom Boom Boogie （GLITTER OASIS ゲームBGM#2（Xbox版））
  - King Of The Line （GLITTER OASIS ゲームBGM#3（Xbox版））
- ブライアン・セッツァー'68 カムバック・スペシャル
  - Ignition （GLITTER OASIS キャラクター選択BGM）
  - Hod Rod Girl （GLITTER OASIS エンディングBGM）
- ブライアン・セッツァー・オーケストラ
  - The House Is Rockin' （GLITTER OASIS ゲームBGM#1（AC版））
  - Hoodoo Voodoo Doll （GLITTER OASIS ゲームBGM#2（AC版））
  - Switchblade 327 （GLITTER OASIS ゲームBGM#3（AC版））

Xbox版、アーケード版、Windows版の全てでBGMが異なっている。

### 実在の企業店舗
Xbox版では1作目及び『2』で登場した実在企業店舗全てが登場しているが、アーケード版以降はフィラ、HMVが登場せず、店舗が架空のものに差し替えられている。

## その他のシリーズ
Crazy Taxi Catch a Ride
ゲームボーイアドバンスで発売。日本未発売作品。
クレイジータクシー ダブルパンチ
PlayStation Portableで発売。日本国外での名称は『CRAZY TAXI: Fare Wars』。
1作目と『2』が1つのソフトに移植された作品だが、収録BGM一新、2人プレイ可能など、新しい要素が追加されている。

## 備考
- 1作目のアーケード版は1999年2月に発売されたが、前年の1998年にはリュック・ベッソン製作・脚本のフランス映画『TAXi』が公開された。タクシーを使ったカーアクション映画だが、『クレイジータクシー』開発スタッフは「まんまやんけ」と大騒ぎになったという[28]。
- 2001年7月に一部のメディアにより映画化が検討されていることが報じられた[29]。リチャード・ドナー監督による映画化という構想であったが、結局映像化される事はなかった。